# E802 (trasa europejska)
E802 – trasa europejska biegnąca przez Portugalię. Zaliczana do tras kategorii B droga łączy Bragançę z Ourique. 

## Przebieg trasy
- Bragança E82
- Guarda E80
- Castelo Branco E806
- Évora E90
- Ourique E1